# Joaquín Tapia
Joaquín Alberto Tapia Vásquez (Talca, Región del Maule, 22 de febrero de 2004) es un futbolista chileno que juega como delantero en O'Higgins de Primera División de Chile.

## Trayectoria

### O'Higgins
El 26 de noviembre de 2021, Tapia se consagra campeón del torneo Sub-18, venciendo a Colo-Colo por 1-0.
En 2024, Tapia es ascendido al primer equipo bajo las órdenes del técnico argentino Juan Manuel Azconzábal. Debutó en el fútbol profesional el 9 de marzo de 2024 en un partido contra Palestino en la cuarta fecha del Campeonato Nacional 2024 jugando de titular hasta el minuto 61, siendo reemplazado por el argentino Carlos Auzqui. El partido finalizaría 0-1 en favor del equipo de árabe.

## Clubes
| Club                                        | Div.          | Temporada     | Liga  | Liga  | Copas Nacionales | Copas Nacionales | Torneos Internacionales | Torneos Internacionales | Total(3) | Total(3) |
| Club                                        | Div.          | Temporada     | Part. | Goles | Part.            | Goles            | Part.                   | Goles                   | Part.    | Goles    |
| ------------------------------------------- | ------------- | ------------- | ----- | ----- | ---------------- | ---------------- | ----------------------- | ----------------------- | -------- | -------- |
| O'Higgins · Chile                           | 1.ª           | 2024          | 7     | 0     | 3                | 0                | 0                       | 0                       | 10       | 0        |
| O'Higgins · Chile                           | Total club    | Total club    | 7     | 0     | 3                | 0                | 0                       | 0                       | 10       | 0        |
| Total carrera                               | Total carrera | Total carrera | 7     | 0     | 3                | 0                | 0                       | 0                       | 10       | 0        |
| (3) No incluye goles en partidos amistosos. |               |               |       |       |                  |                  |                         |                         |          |          |